# 迪门
迪门（荷蘭語：Diemen），是荷兰北荷兰省的一个市镇，名字来自于迪姆河（Diem），位于首都阿姆斯特丹的东南面，人口26148。

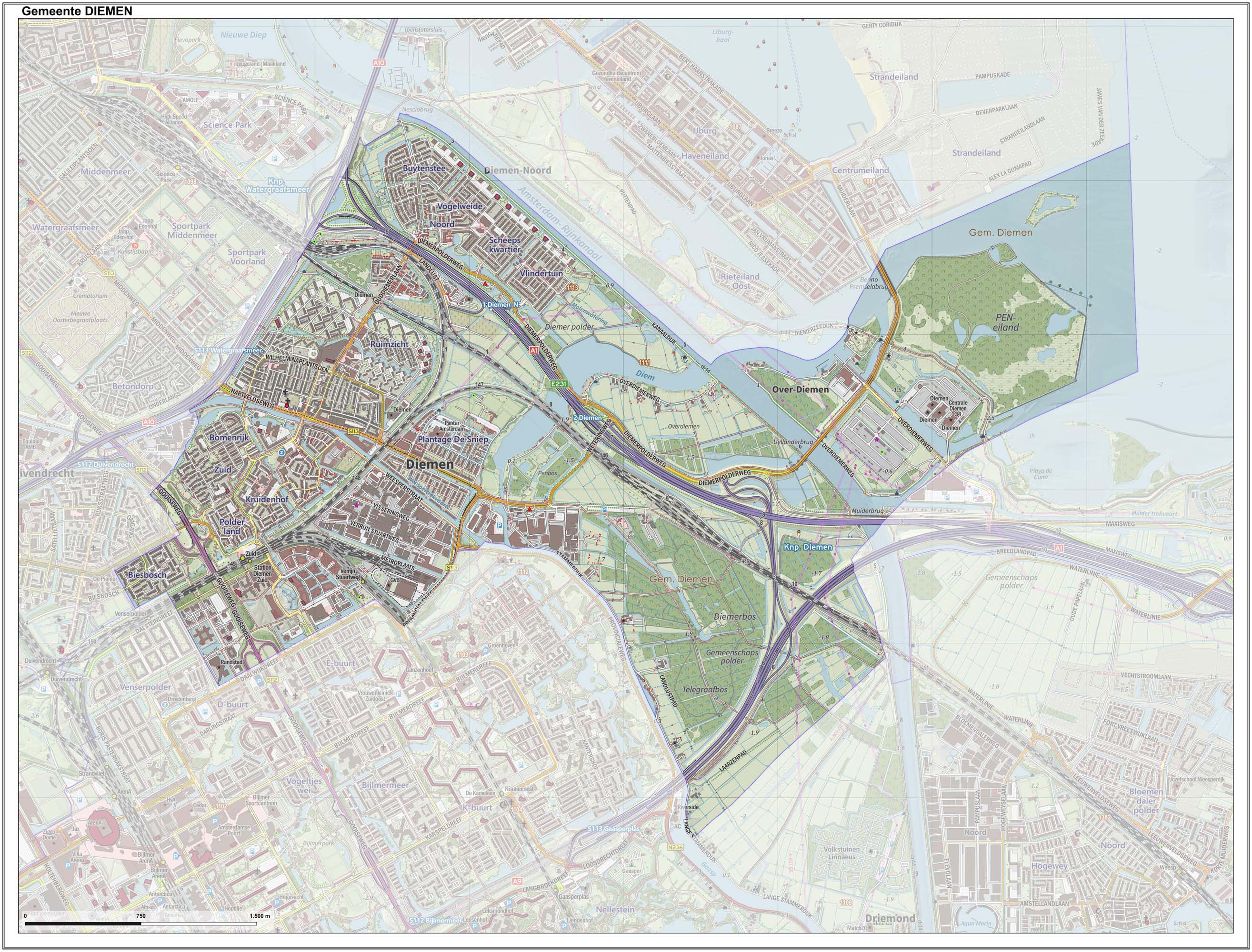
2015 迪门城镇地图

## 交通
迪门拥有两座火车站，分别是迪门站和迪门南站，所有火车服务是由荷兰铁路经营，其中迪门南站还拥有地铁站，是由GVB经营。
城镇内有9路电车通往阿姆斯特丹中央车站以及44路公交车通往阿姆斯特丹东南区。

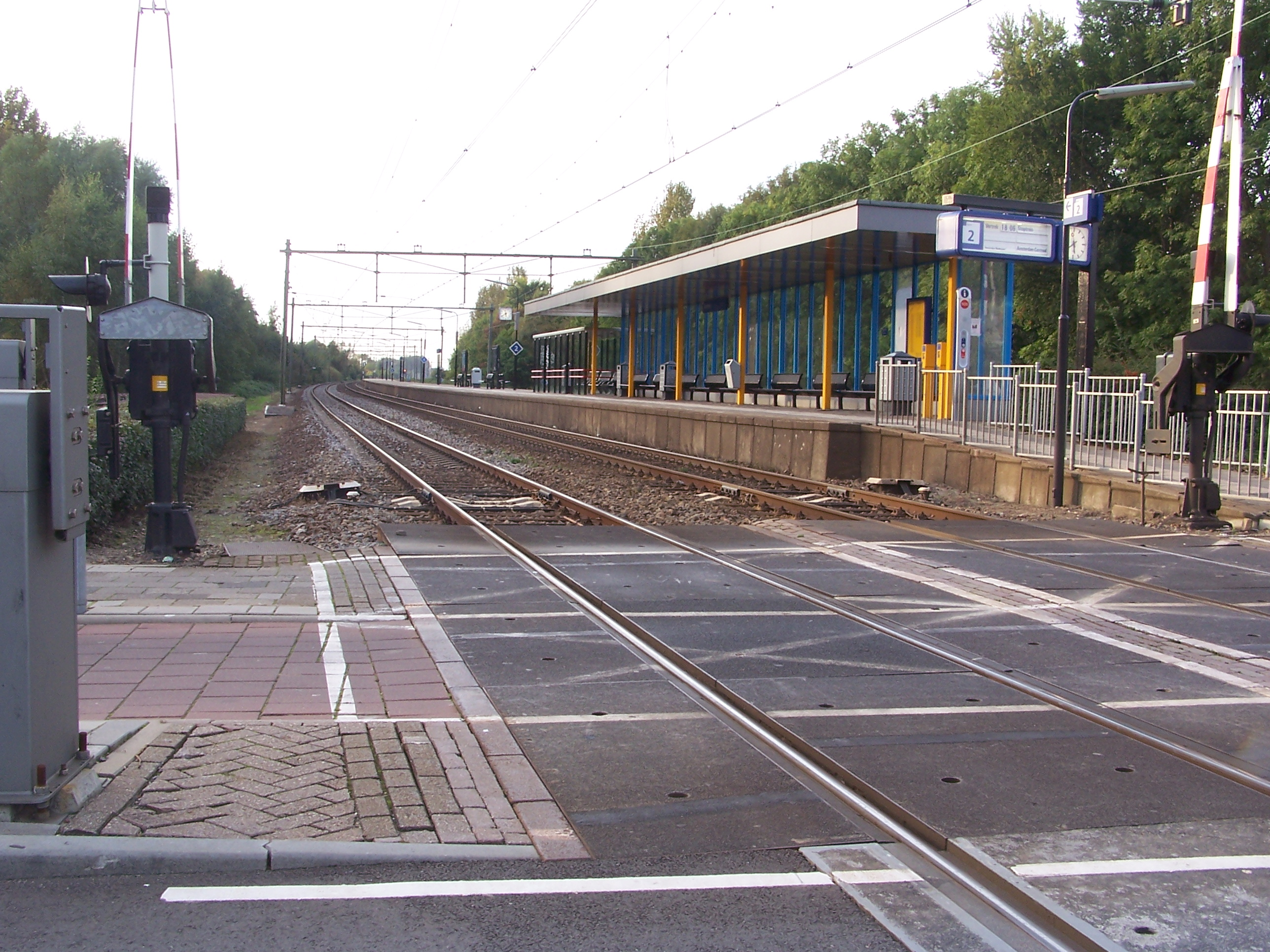
迪门火车站

## 教育

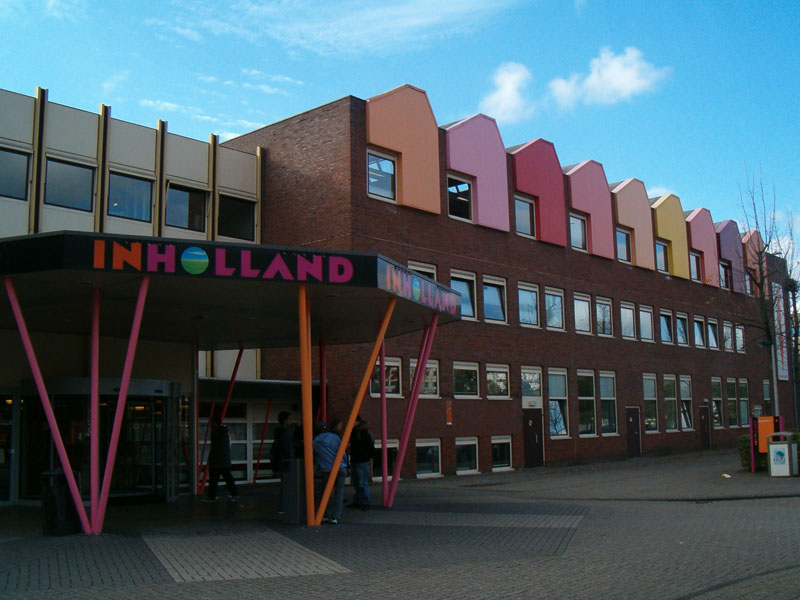
迪门城镇内的大学

迪门拥有七所小学和两所职业学校。